# Rie Sinclair
Rie Sinclair, född Laurie A. Sinclair den 25 november 1974 i Valparaiso, Indiana är en amerikansk sångerska och låtskrivare från Los Angeles i Kalifornien.   
2009 debuterade Rie med albumet A Moment You Never Dreamed . Dessförinnan, och fortfarande, är hon känd som sångerska hos ABC/Disney för vilka hon skrivit musik till flera tv-serier, bland annat Law and Order, General Hospital, Vampire Diaries, Californication och Ghost Whisperer.
Låten "Where you are", som Rie Sinclair skrivit tillsammans med Robert Hartry för tv-serien General Hospital nominerades för Emmy Award (Emmypriset) 2006.
Rie växte upp i Saint Paul, Minnesota och har även arbetat som modell och skådespelerska. 

## Diskografi
- 2006 - Glow , EP
- 2007 - Falling in love, EP
- 2008 - Underneath the night, EP
- 2008 - On The 5th Floor, Album
- 2009 - Button Pusher, Album (as Oliver The Penguin)
- 2009 - A Moment You Never Dreamed, Album
- 2010 - No Way Out, Singel
- 2011 - A Moment Riemixed, EP
- 2011 - What's A Girl To Do (Blonde Charity Mafia Theme Title Song - Singel)
- 2011 - How The Story Ends, Singel
- 2012 - Bee Sides, EP
- 2012 - Awaken Love, Singel
- 2012 - Find My Way Back (To Your Heart), Singel
- 2013 - This Rendezvous, Single
- 2013 - Dolls, Single
- 2013 - Bedtime Stories || Oh! Stargazer,  EP